# Gerbillus cosensis
Gerbillus cosensis is een zoogdier uit de familie van de Muridae. De wetenschappelijke naam van de soort werd voor het eerst geldig gepubliceerd door Dollman in 1914.

## Voorkomen
De soort komt voor in Kenia en Oeganda.